# بنجار
بُنجار یکی از شهرهای استان سیستان و بلوچستان در نزدیکی زابل ایران است.این شهر واقع در شهرستان زابل می باشد.

## موقعیت
این شهر در حدود ۱٫۵ کیلومتری شرق زابل و در منطقه‌ای دشت قرار دارد. ارتفاع آن از سطح دریا ۴۷۵متر و آب و هوای آن گرم و خشک است. فاصله زمینی (جاده ای) این شهر از فرودگاه زابل ۸٫۷ کیلومتر می‌باشد.

## پیشینه
بنجار دارای باغهای فراوان میوه انگور یاقوتی و خربزه عسلی است که محصول آن به سراسر ایران ارسال می‌شود. دین مردم بنجار اسلام و مذهب آن‌ها شیعه است. 
درسطح سیستان بنجار را شهر تمدن و دانش می‌دانند. دربیش از ۱۴۰ قبل در شهر بنجار نماز جمعه برگزار گردیده‌است. بنجار از چهره‌های سیاسی واجتماعی زیادی در جامعه برخوردار بوده واست. درسطح سیستان از بنجار به عنوان قطب فرهنگی یاد می‌شود. علاوه براینها بنجار درعرصه ورزشی فعالیت خوبی دارد که دراین زمینه دارای تیم‌های ورزشی فوتبال و کیک بوکسینگ /کبدی/ورزش‌های محلی//تیم فوتبال سروش بنجار یکی از تیم‌های خوب منطقه سیستان می‌باشد که دارای چند قهرمانی ونایب قهرمانی درسطح منطقه و استان می‌باشد و تیم کیک بوکسینگ بنجار قهرمانی در سطح استان و کشوری را تجربه کرده.